# Erba lungo la via
Erba lungo la via è un romanzo dello scrittore giapponese Natsume Sōseki, pseudonimo di Natsume Kinnosuke. Il romanzo è stato originariamente pubblicato a puntate, dal 3 giugno al 14 settembre del 1915, sul “Asahi Shimbun”, uno dei quotidiani più antichi e più diffusi in Giappone; la prima edizione italiana è del 2014, tradotta e curata da Antonio Vacca, con 12 illustrazioni f.t. realizzate da Kiyokuro.

## Sinossi
Erba lungo la via è l'ultimo romanzo terminato da Soseki e l'unica sua opera autobiografica. Kenzō, alter ego dell'autore, tornato in Giappone dopo alcuni anni trascorsi in Europa, incontra un misterioso uomo senza cappello. Da qui ha inizio un viaggio, interiore e esteriore, sospeso tra passato e presente.

## Edizioni
- Sōseki Natsume, Erba lungo la via, traduzione di Antonio Vacca, con 12 illustrazioni f.t. realizzate da Kiyokuro, Youcanprint, 2014,  p. 280.

## Illustrazione e relativo brano

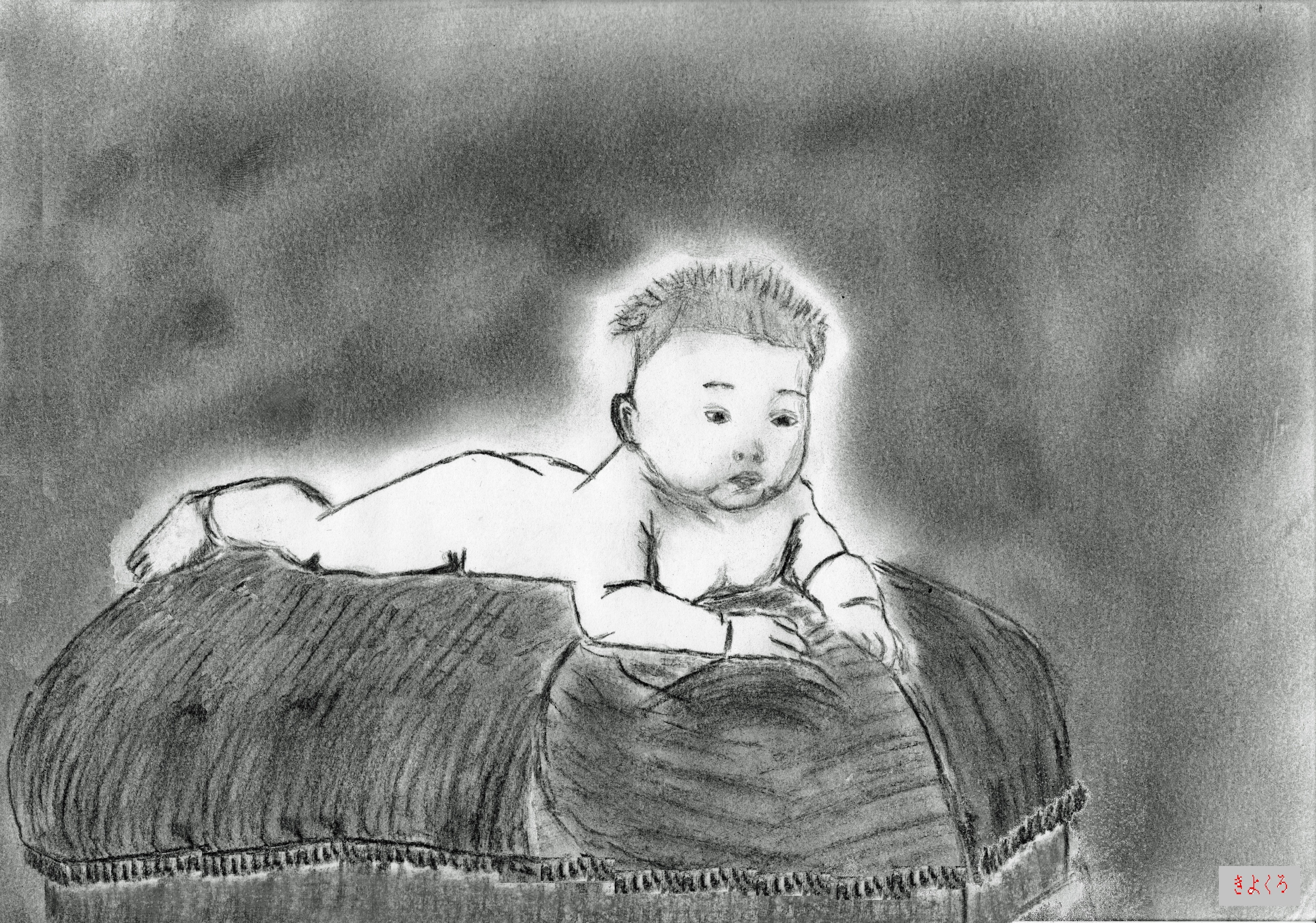
Undicesima illustrazione

Invece, le doglie sopraggiunsero a sorpresa, molto prima di quanto previsto. Una notte, Kenzō fu svegliato di soprassalto. Con sguardo reso ancora opaco dal sonno profondo, si volse verso la moglie, che gli dormiva accanto. Sembrava che soffrisse dolori intollerabili. Ella riuscì, nondimeno, con strenuo sforzo, a sussurrare: “Ha cominciato a dolermi poco fa.”
“Ti fa solo male o sta per nascere il bambino?”, domandò il marito, continuando a sogguardare furtivamente la moglie dolorante. La notte era gelida e Kenzō aveva sporto solo il capo fuori dal confortevole tepore delle coperte. “Vuoi che provi a massaggiarti?” Non aveva alcun desiderio di abbandonare l'abbraccio delle coltri e sperava che quella mera manifestazione verbale di affettuoso interessamento potesse essere sufficiente a confortarla.
Si domandava dubbioso quanto intenso potesse essere il dolore che attanagliava la moglie. Aveva in passato assistito al travaglio che aveva preceduto la nascita della prima figlia, ma tutto ciò che aveva appreso allora era stato completamente dilavato dalla sua memoria, era svanito in qualche recesso della mente. Riusciva solo a ricordare che consimili crisi dolorose si erano ripetute numerose volte prima del parto, fluendo e rifluendo come cicli di marea. “Non c'è ragione di preoccuparsi”, disse con incerte labbra, “i bambini non nascono così all'improvviso. Il dolore va e viene.”
“Può darsi, ma diventa sempre più insopportabile.” I gesti contratti e dolenti della donna comprovavano fuor d'ogni dubbio l'intensità delle sofferenze patite. Continuava, ogni volta che era scossa da una fitta dolorosa, a roteare il capo con sussulti meccanici e violenti, fino a spingere via il cuscino.
Kenzō si sentiva impotente. “Vuoi che chiami la levatrice?”, mormorò.
“Sì, ti prego. Affrettati!”
La levatrice, in ragione del suo lavoro, aveva il telefono in casa. Tale moderno lusso però non poteva che mancare in un'abitazione come quella di Kenzō. Nei casi in cui si presentava la necessità di usare il telefono, si dovevano recare a casa di un medico, che abitava nelle vicinanze. La notte nereggiava densa e impenetrabile di fuori. Mancavano ancora alcune ore prima che il pallore del mattino riuscisse a insinuarsi tra le tenebre, a rischiarare le notturne ombre. Kenzō esitava a svegliare la donna di servizio, per costringerla a uscire nel cuore della notte. La immaginava, sferzata dai gelidi venti di quel precoce inverno, giungere a casa del medico e con mano intirizzita bussare decisa alla porta, disturbando il pacifico sonno dell'uomo, per telefonare alla levatrice. Tuttavia, non era possibile attendere fino al sopraggiungere del mattino. Si decise ad alzarsi. E, spalancato il fusuma, in un moto d'ansia, si precipitò attraverso il salotto fino alla stanza, dove la ragazza dormiva, in fondo alla casa. Dopo averla svegliata con violenta sollecitudine, le ordinò di andare dal medico, quasi sospingendola nelle diacce tenebre che assediavano la casa.
Quando tornò al capezzale della moglie, i dolori della donna erano assai accresciuti. Sedette al suo fianco, attendendo in rigida inquietudine che giungesse dalla strada il rotolio di un risciò. Il silenzio della notte pareva, però, impenetrabile, lacerato unicamente dai gemiti lamentosi della partoriente. La levatrice non arrivava. Erano trascorsi non più di cinque minuti, in quella tormentosa attesa, che la moglie si volse d'improvviso verso Kenzō e in un rantolo di sofferenza esclamò: “Sta per nascere!” Proruppe, poi, in un grido straziante e prolungato, come se avesse a lungo trattenuto in sé quell'urlo, covato dal dolore che infieriva dentro il suo corpo. Così il bambino nacque.
“Coraggio, non temere!”, le sussurrò. “Andrà tutto bene.” E, con inquieto e incerto piede, si diresse ai piedi del letto. Non sapeva assolutamente cosa fare.
La fiamma della lampada, sottile e allungata, ardeva flebile, incapace di vincere l'oscurità che l'asserragliava in un cereo bagliore mortuario. Kenzō non era in grado di discernere nulla intorno a sé. Solo vaghe ombre, create dai guizzi della fiamma, si agitavano dinanzi ai suoi occhi. Non riusciva neppure a distinguere le righe della coperta. Fu colto da un oscuro senso di smarrimento.
Era conscio che era necessario avvicinare la lucerna al letto. Tuttavia, era paralizzato all'idea che agendo in tal modo avrebbe visto cose che un uomo non dovrebbe mai vedere. Così cominciò a frugare nel buio. Subito, le dita toccarono qualcosa dalla strana consistenza, compatta e al contempo gelatinosa, molle, che gli trasmetteva una sensazione sconosciuta al tatto. Non sembrava avere una forma definita. Con un senso di viva repulsione, provò ad accarezzare quell'ammasso informe e immobile, da cui non scaturiva alcun suono. Gli pareva che ogni volta che le sue dita lo sfiorassero, si staccassero viscidi brani di quell'oscura materia. Terrorizzato al pensiero che potesse disfarsi, smembrarsi alla minima pressione, ritrasse di scatto la mano.
"Se lo lascio così, senza far nulla, sicuramente si raffredderà; e potrebbe anche morire per il freddo", si ripeté, a mo' d'incitamento, senza neppure domandarsi se il bambino fosse vivo o non fosse già morto. A un tratto, parve ricordarsi delle parole della moglie. Si diresse verso l'armadio e fatta scorrere l'anta tirò fuori un voluminoso rotolo di stoffa, e senza neppure sapere che si trattava di cotone assorbente e a cosa potesse servire, cominciò con dita furiose a strapparne ampi brandelli, con cui ricoprì interamente la silenziosa e immobile creaturina.